# Olympische Winterspiele 2018/Skilanglauf – Team-Sprint (Männer)
Der Freistil-Teamsprint der Männer im Skilanglauf bei den Olympischen Winterspielen 2018 fand am 21. Februar 2018 im Alpensia Cross-Country Skiing Centre statt. Olympiasieger wurde das norwegische Duo Johannes Høsflot Klæbo / Martin Johnsrud Sundby vor der Teams der Olympischen Athleten Russlands und Frankreichs. Das Team aus Österreich, Estland und Kasachstan wurden aufgrund Doping der Athleten Dominik Baldauf, Karel Tammjärv und Alexei Poltoranin nachträglich disqualifiziert.

## Daten
- Datum: 21. Februar 2018, 17:50 Uhr (Qualifikation), 19:30 Uhr (Finale)
- Streckenlänge: 1381 m
- Höhenunterschied: 27 m
- Maximalanstieg: 25 m
- Totalanstieg: 53 m
- 56 Teilnehmer aus 28 Ländern, alle in der Wertung

## Ergebnisse
- Q – Qualifikation für die nächste Runde
- LL – Lucky Loser

### Halbfinale
| Platz | Lauf | Land                             | Sportler                                      | Zeit (min) | Anmerkungen |
| ----- | ---- | -------------------------------- | --------------------------------------------- | ---------- | ----------- |
| 1     | 1    | Olympische Athleten aus Russland | Denis Spizow Alexander Bolschunow             | 15:58,84   | Q           |
| 2     | 1    | Schweden                         | Marcus Hellner Calle Halfvarsson              | 15:58,99   | Q           |
| 3     | 1    | Deutschland                      | Sebastian Eisenlauer Thomas Bing              | 16:00,55   | LL          |
| 4     | 1    | Finnland                         | Martti Jylhä Ristomatti Hakola                | 16:01,41   | LL          |
| 5     | 1    | Tschechien                       | Martin Jakš Aleš Razým                        | 16:08,78   | LL          |
| 6     | 1    | Großbritannien                   | Andrew Musgrave Andrew Young                  | 16:30,62   |             |
| 7     | 1    | Belarus                          | Michail Sjamjonau Jury Astapenka              | 16:32,31   |             |
| 8     | 1    | Rumänien                         | Paul Constantin Pepene Alin Florin Cioancă    | 16:52,38   |             |
| 9     | 1    | Spanien                          | Imanol Rojo Martí Vigo del Arco               | 16:59,83   |             |
| 10    | 1    | Slowenien                        | Miha Šimenc Janez Lampič                      | 17:24,79   |             |
| 11    | 1    | Litauen                          | Mantas Strolia Modestas Vaičiulis             | 17:41,73   |             |
| 12    | 1    | Südkorea                         | Kim Magnus Kim Eun-ho                         | 17:56,71   |             |
| 13    | 1    | Türkei                           | Ömer Ayçiçek Hamza Dursun                     | 18:45,78   |             |
|       | 1    | Österreich                       | Bernhard Tritscher Dominik Baldauf            | DSQ        |             |
| 1     | 2    | Norwegen                         | Martin Johnsrud Sundby Johannes Høsflot Klæbo | 16:03,97   | Q           |
| 2     | 2    | Frankreich                       | Maurice Manificat Richard Jouve               | 16:04,45   | Q           |
| 3     | 2    | Vereinigte Staaten               | Erik Bjornsen Simeon Hamilton                 | 16:04,69   | LL          |
| 4     | 2    | Italien                          | Dietmar Nöckler Federico Pellegrino           | 16:07,19   | LL          |
| 5     | 2    | Kanada                           | Len Väljas Alex Harvey                        | 16:07,24   | LL          |
| 6     | 2    | Schweiz                          | Roman Furger Dario Cologna                    | 16:10,52   |             |
| 7     | 2    | Polen                            | Dominik Bury Maciej Staręga                   | 16:21,83   |             |
| 8     | 2    | Ukraine                          | Andrij Orlyk Oleksij Krassowskyj              | 17:32,50   |             |
| 9     | 2    | Slowakei                         | Peter Mlynár Andrej Segeč                     | 17:34,12   |             |
| 10    | 2    | Bulgarien                        | Jordan Tschutschuganow Wesselin Zinsow        | 17:38,26   |             |
| 11    | 2    | Australien                       | Callum Watson Phillip Bellingham              | 17:38,36   |             |
| 12    | 2    | China                            | Wang Qiang Sun Qinghai                        | 18:11,95   |             |
|       | 2    | Kasachstan                       | Denis Wolotka Alexei Poltoranin               | DSQ        |             |
|       | 2    | Estland                          | Marko Kilp Karel Tammjärv                     | DSQ        |             |

### Finale
| Platz | Land                             | Sportler                                      | Zeit (min) | Rückstand (s) |
| ----- | -------------------------------- | --------------------------------------------- | ---------- | ------------- |
| 1     | Norwegen                         | Martin Johnsrud Sundby Johannes Høsflot Klæbo | 15:56,26   |               |
| 2     | Olympische Athleten aus Russland | Denis Spizow Alexander Bolschunow             | 15:57,97   | 0+1,71        |
| 3     | Frankreich                       | Maurice Manificat Richard Jouve               | 15:58,28   | 0+2,02        |
| 4     | Schweden                         | Marcus Hellner Calle Halfvarsson              | 15:59,33   | 0+3,07        |
| 5     | Italien                          | Dietmar Nöckler Federico Pellegrino           | 16:14,81   | +18,55        |
| 6     | Vereinigte Staaten               | Erik Bjornsen Simeon Hamilton                 | 16:16,98   | +20,72        |
| 7     | Tschechien                       | Martin Jakš Aleš Razým                        | 16:24,83   | +28,57        |
| 8     | Kanada                           | Len Väljas Alex Harvey                        | 16:31,86   | +35,60        |
| 9     | Finnland                         | Martti Jylhä Ristomatti Hakola                | 16:32,30   | +36,04        |
| 10    | Deutschland                      | Sebastian Eisenlauer Thomas Bing              | 16:42,20   | +45,94        |